# Saint-Vincent-Lespinasse
Saint-Vincent-Lespinasse ist eine Gemeinde im Südwesten Frankreichs im Département Tarn-et-Garonne in der Region Okzitanien (vor 2016 Midi-Pyrénées). Sie hat 285 Einwohner (Stand: 1. Januar 2022), gehört zum Arrondissement Castelsarrasin und ist Teil des Kantons Valence (bis 2015 Moissac-1). Die Einwohner werden Saint-Vincenois genannt.

## Geographie
Saint-Vincent-Lespinasse liegt an der Barguelonne, die die Gemeinde im Nordwesten begrenzt. Umgeben wird Saint-Vincent-Lespinasse von den Nachbargemeinden Saint-Clair im Norden und Nordwesten, Saint-Paul-d’Espis im Norden und Nordosten, Boudou im Osten und Südosten, Malause im Süden sowie Goudourville im Westen und Südwesten.

## Bevölkerungsentwicklung
| 1962                       | 1968 | 1975 | 1982 | 1990 | 1999 | 2006 | 2018 |
| 206                        | 216  | 201  | 220  | 219  | 204  | 215  | 268  |
| Quellen: Cassini und INSEE |      |      |      |      |      |      |      |

## Sehenswürdigkeiten
- Kirche Saint-Vincent aus dem 15. Jahrhundert, Monument historique